# Éditions La Dispute
Les éditions La Dispute sont une maison d'édition française créée en 1997 par d'anciens employés des Éditions sociales et Messidor et installée à Paris. Cette maison vise essentiellement à diffuser auprès du grand public les connaissances en sciences sociales dans une perspective d'émancipation. 

## Politique éditoriale
Les éditions La Dispute se présentent comme visant « lutter contre toutes les dominations et à construire un monde meilleur. » Elles éditent des ouvrages historiques, politiques, sur l'école, le genre, le travail, etc..
Parmi les plus de 700 maisons d'édition créées des années 1980 aux années 2000, les éditions La Dispute sont de celles qui ont acquis une certaine notoriété dans le paysage éditorial. Elles font en effet partie des petites maisons qui ont le soutien des milieux universitaires. Elles développent un catalogue accessible en termes de prix et contestataire et occupent, comme d'autres maisons d'édition, une petite part du marché de l'édition des sciences humaines et sociales.

## Exemples de publications
Les livres publiés par les éditions La Dispute, écrits par des auteurs confirmés ou moins connus, couvrent plusieurs champs disciplinaires et trouvent des échos dans la presse nationale ou des publications académiques, en français, en anglais et en espagnol.

### Histoire
- Jean Vigreux Waldeck Rochet, une biographie politique Préface de Serge Berstein, 2000[8],[9];
- Roger Martelli, Le communisme est un bon parti, 2002[10] ;
- Olivier Le Cour Grandmaison (dir.), Le 17 octobre 1961. Un crime d'Etat à Paris, 2001[11],[12] ;
- Alexandre Courban, Gabriel Péri. Un homme politique, un député, un journaliste, 2011[13].

### Marxisme
- Lucien Sève, Penser avec Marx aujourd’hui, tome 3 : « La philosophie » ?, 2014[14] ;
- Jean-Numa Ducange et Isabelle Garo (dir.), Marx politique, 2015[14].

### Travail et retraite
- Sophie Béroud et Paul Bouffartigue (dir.) Quand le travail se précarise, quelles résistances collectives ?, 2009[15] ;
- Bernard Friot, L'enjeu des retraites, 2010[16],[17] ;
- Corine Maitte et Didier Terrier, Les rythmes du labeur. Enquête sur le temps de travail en Europe occidentale, xive-xixe siècle, « Travail et salariat », 2020 [18].

### Genre
- Erving Goffman, L'arrangement des sexes, 2002[19],[20],[21] ;
- Ilana Löwy L’emprise du genre. Masculinité, féminité, égalité, 2006[22] ;
- Henri Eckert et Sylvia Faure (dir.), Les jeunes et l'arrangement des sexes, 2007[23] ;
- Christine Bellas-Cabane, La coupure. L’excision ou les identités douloureuses, 2008[24],[25] ;
- Danièle Kergoat, Se battre, disent-elles…, 2012[26] ;
- Pascale Molinier, Le Travail du care, Éditions La Dispute, 2013[27],[28];
- Léonore Davidoff et Catherine Hall Family fortunes. Hommes et femmes de la bourgeoisie anglaise, 2014[29],[30],[31].

### Édition
- Jean-Yves Mollier (dir.) Où va le livre ?, 2002[32], réédition 2007[33],[34].

### École
- Lev Sémionovitch Vygotski Pensée et langage, 1997[35] ;
- Jean-Pierre Terrail, De l'inégalité scolaire, 2002[36] ;
- Agnès Van Zanten, Marie-France Grospiron, Martine Kherroubi et André Robert, Quand l’école se mobilise, 2002[37] ;
- Françoise Œuvrard, Dominique Glasman (Dirs.), La déscolarisation, 2004[38],[39] ;
- Stéphane Bonnéry (dir.), Supports pédagogiques et inégalités scolaires, 2015[40].

### Migrations
- Smaïn Laacher, Après Sangatte... Nouvelles immigrations, Nouveaux enjeux, 2002[41] ;
- Anaïk Pian, Aux nouvelles frontières de l’Europe, l’aventure incertaine des Sénégalais au Maroc, 2009[42],[43] ;
- Jean-Claude Métraux, La migration comme métaphore, 2011 [44].